# Seychelles ai Giochi della XXX Olimpiade
Le Seychelles hanno partecipato ai Giochi della XXX Olimpiade di Londra, che si sono svolti dal 27 luglio al 12 agosto 2012, con una delegazione di sei atleti.

## Atletica leggera
| Atleta            | Gara  | Batterie | Batterie | Quarti          | Quarti          | Semifinali      | Semifinali      | Finale          | Finale          |
| Atleta            | Gara  | Tempo    | Pos.     | Tempo           | Pos.            | Tempo           | Pos.            | Tempo           | Pos.            |
| ----------------- | ----- | -------- | -------- | --------------- | --------------- | --------------- | --------------- | --------------- | --------------- |
| Jean-Yves Esparon | 200 m | 21"99    | 8º       | Non qualificato | Non qualificato | Non qualificato | Non qualificato | Non qualificato | Non qualificato |

### Donne
Eventi concorsi
| Atleta        | Evento        | Qualificazioni | Qualificazioni | Finale          | Finale          |
| Atleta        | Evento        | Misura         | Posizione      | Misura          | Posizione       |
| ------------- | ------------- | -------------- | -------------- | --------------- | --------------- |
| Lissa Labiche | Salto in alto | 1,85           | 20ª            | Non qualificata | Non qualificata |

## Judo
Maschile
| Atleta          | Evento  | Preliminari           | 16-esimi             | Ottavi               | Quarti di finale     | Semifinali           | 1º Turno ripescaggi  | 2º Turno ripescaggi  | Finale               | Finale          |
| Atleta          | Evento  | Avversario Risultato  | Avversario Risultato | Avversario Risultato | Avversario Risultato | Avversario Risultato | Avversario Risultato | Avversario Risultato | Avversario Risultato | Classifica      |
| --------------- | ------- | --------------------- | -------------------- | -------------------- | -------------------- | -------------------- | -------------------- | -------------------- | -------------------- | --------------- |
| Dominic Dugasse | −100 kg | Henk Grol P 0000–1001 | Non qualificato      | Non qualificato      | Non qualificato      | Non qualificato      | Non qualificato      | Non qualificato      | Non qualificato      | Non qualificato |

## Nuoto e sport acquatici

### Nuoto
Maschile
| Atleta        | Evento             | Batteria | Batteria   | Semifinale      | Semifinale      | Finale          | Finale          |
| Atleta        | Evento             | Tempo    | Classifica | Tempo           | Classifica      | Tempo           | Classifica      |
| ------------- | ------------------ | -------- | ---------- | --------------- | --------------- | --------------- | --------------- |
| Shane Mangroo | 100 m stile libero | 58"46    | 50º        | Non qualificato | Non qualificato | Non qualificato | Non qualificato |

Femminile
| Atleta            | Evento             | Batteria | Batteria   | Semifinale      | Semifinale      | Finale          | Finale          |
| Atleta            | Evento             | Tempo    | Classifica | Tempo           | Classifica      | Tempo           | Classifica      |
| ----------------- | ------------------ | -------- | ---------- | --------------- | --------------- | --------------- | --------------- |
| Aurelie Fanchette | 200 m stile libero | 2'23"49  | 35ª        | Non qualificata | Non qualificata | Non qualificata | Non qualificata |

## Pugilato
Maschile
| Andrique Allisop | Pesi leggeri (-60 kg) | J Bhagwan P 8-18 | Non qualidficato | Non qualidficato | Non qualidficato | Non qualidficato | Non qualidficato | Non qualidficato | Non qualidficato |